# من متهم می‌کنم...!

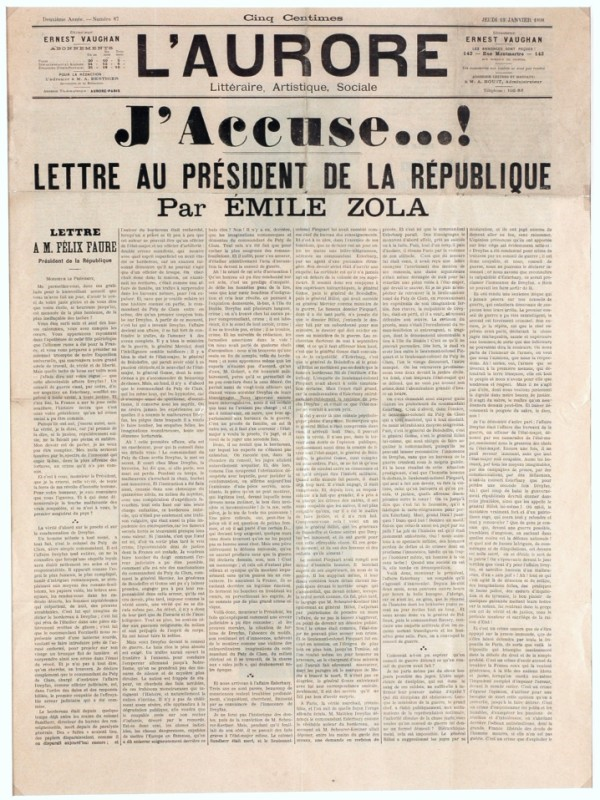
صفحه نخست روزنامه L'Aurore روز پنجشنبه ۱۳ ژانویه ۱۸۹۸، با نامه J'Accuse … !، نوشته امیل زولا در مورد ماجرای دریفوس. تیتر می‌گوید متهم می کنم... ! نامه به رئیس‌جمهور – Musée d'Art et d'Histoire du Judaïsme

" J'Accuse. . . ! " (تلفظ فرانسوی: [ʒ‿a.kyz]؛ "من متهم می‌کنم … !") نامه سرگشاده ای بود که در ۱۳ ژانویه ۱۸۹۸ به قلم نویسنده مشهور امیل زولا در روزنامه L'Aurore منتشر شد. در این نامه، زولا رئیس‌جمهور فرانسه، فلیکس فور را خطاب قرار داد و دولت را به یهودی‌ستیزی و حبس غیرقانونی آلفرد دریفوس، یکی از افسران ستاد ارتش فرانسه که به جرم جاسوسی به مجازات حبس مادام العمر محکوم شده بود، متهم کرد. زولا به اشتباهات قضایی و فقدان شواهد قابل توجه اشاره کرد. این نامه در صفحه اول روزنامه چاپ شد و در فرانسه و خارج از کشور سر و صدایی به راه انداخت. زولا به جرم افترا تحت پیگرد قانونی قرار گرفت و در ۲۳ فوریه ۱۸۹۸ مجرم شناخته شد. وی برای فرار از زندان، به انگلستان گریخت و در ژوئن ۱۸۹۹ به وطن خود بازگشت.